# Slatvina
Slatvina (allemand : Salzbrunn in der Zips) est un village de Slovaquie situé dans la région de Košice.

## Histoire
Première mention écrite du village en 1246.

## Démographie

### Évolution de la population
| Année:               | 1994. | 2004.    | 2014.   | 2024.   |
| -------------------- | ----- | -------- | ------- | ------- |
| Nombre de personnes: | 253   | 306      | 322     | 307     |
| Différence:          |       | +20,94 % | +5,22 % | -4,65 % |

| Année:               | 2023. | 2024.   |
| -------------------- | ----- | ------- |
| Nombre de personnes: | 303   | 307     |
| Différence:          |       | +1,32 % |